# Hinterland (videojuego)
Hinterland es un videojuego de rol y de construcción de ciudades habituado a un mundo medieval de fantasía. Fue desarrollado por Tilted Mill Entertainment y lanzado a la venta por Steam content delivery system el 30 de septiembre de 2008.

## Descripción del Juego
Hinterland es un juego de rol que contiene también elementos de costructor de ciudades. El objetivo de este videojuego es llevar a un grupo de aventureros a establecer un pueblo en un reino de fantasía desierto. Hinterland se establece en un mundo sobre la base de la tradición de los nórdicos y los celtas. Los supuestos seguidores del jugador constarán de campesinos y comerciantes, que también pueden ser reclutados para unirse a las expediciones hacia lo desconocido. El juego presenta personajes y criaturas de fantasía, que habitan las tierras que rodean al pueblo del jugador. El reto del juego es mantener a la aldea segura, mientras se aventura para encontrar los recursos necesarios para la expansión del pueblo. El juego ha sido específicamente diseñado para tener bajos requisitos del sistema y así permitir una mayor audiencia de jugadores.

## Requisitos
- Sistema operativo Windows® XP o Windows® Vista.
- Procesador de 1.8 GHz o superior.
- Memoria de 512 MB RAM para Windows® XP (1 GB para Windows® Vista).
- Tarjeta de Video 64 MB DirectX 8.1 compatible con tarjeta de disco duro.
- Disco 350 MB descomprimido libres en disco duro.